# Obelisco de Ibarra
El Obelisco de Ibarra es un monumento histórico ubicado en la Plaza Alejandro Pasquel Monge de la ciudad de Ibarra, Ecuador. Fue inaugurado en 1951 por el alcalde Alfonso Almeida en honor a Don Miguel de Ibarra y el Capitán Cristóbal de Troya, fundadores de la ciudad.

El obelisco cuenta con dos esculturas que representan a estos personajes históricos.

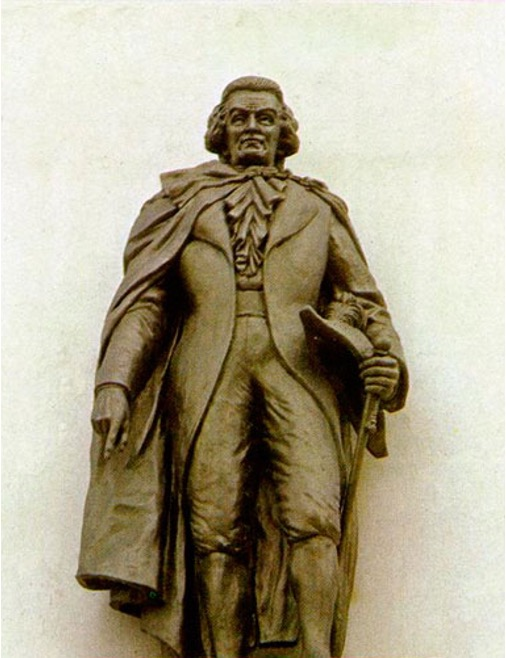
Estatua de Miguel de Ibarra

## Historia
Su construcción se remonta a 1949, cuando el Doctor Luis Abrahám Cabezas Borja, quien dirigía el Gobierno Municipal de Ibarra en ese momento, solicitó la opinión del historiador Don Carlos Emilio Grijalva sobre la conveniencia de levantar un obelisco en homenaje a los fundadores de la ciudad.
La inauguración oficial del monumento se efectuó el 28 de septiembre de 1951.